# Protetorado da Boêmia e Morávia
```
   |-
       |
Erro:
:  
valor não especificado para "
nome_comum
"

   |-
       | 
Erro:
:  
valor não especificado para "
continente
"
```

O Protetorado da Boêmia e Morávia foi um território parcialmente anexado  da Alemanha Nazista que foi estabelecido em 16 de março de 1939 após a ocupação alemã das terras tchecas. A população do protetorado era em sua maioria de etnia tcheca.
Após o Acordo de Munique de setembro de 1938, a Alemanha anexou os Sudetos, de maioria alemã, da Tchecoslováquia. Após o estabelecimento da República Eslovaca independente em 14 de março de 1939, e a ocupação alemã do estado tcheco no dia seguinte, o líder alemão Adolf Hitler estabeleceu o protetorado em 16 de março de 1939 por uma proclamação do Castelo de Praga. A criação do protetorado violou o Acordo de Munique.
O protetorado era nominalmente autônomo e tinha um sistema duplo de governo, com a lei alemã aplicando-se aos alemães étnicos, enquanto outros residentes tinham o status legal de súditos do Protetorado e eram governados por uma administração tcheca fantoche. Durante a Segunda Guerra Mundial, a mão-de-obra checa bem treinada e a indústria desenvolvida foram forçadas a dar uma contribuição importante para a economia de guerra alemã. Como o Protetorado estava fora do alcance dos bombardeiros aliados, a economia tcheca conseguiu funcionar quase sem perturbações até o final da guerra. A administração do Protetorado esteve profundamente envolvida no Holocausto na Boêmia e na Morávia.
A existência do estado chegou ao fim com a rendição da Alemanha aos Aliados em 1945. Após a guerra, alguns funcionários do Protetorado foram acusados de colaboracionismo, mas de acordo com a crença predominante na sociedade checa, o Protetorado não foi totalmente rejeitado como entidade colaboracionista.

## Contexto
Hoje o Führer e o Chanceler do Reich encontraram-se com o Presidente da Checoslováquia, Dr. Hácha e o Ministro das Relações Exteriores da Checoslováquia, Dr. Chwalkowsky recebeu em Berlim a pedido deles. Na reunião, a grave situação resultante dos acontecimentos das últimas semanas no antigo território checoslovaco foi examinada com total abertura. Ambas as partes expressaram unanimemente a convicção de que o objectivo de todos os esforços deve ser garantir a paz, a ordem e a paz nesta parte da Europa Central. O Presidente checoslovaco declarou que, para servir este objectivo e alcançar a pacificação final, ele coloca com confiança o destino do povo e do país checo nas mãos do líder do Reich alemão. O Führer aceitou esta declaração e expressou a sua decisão de colocar o povo checo sob a proteção do Império Alemão e garantir-lhe um desenvolvimento autônomo da sua vida nacional de acordo com as suas características.

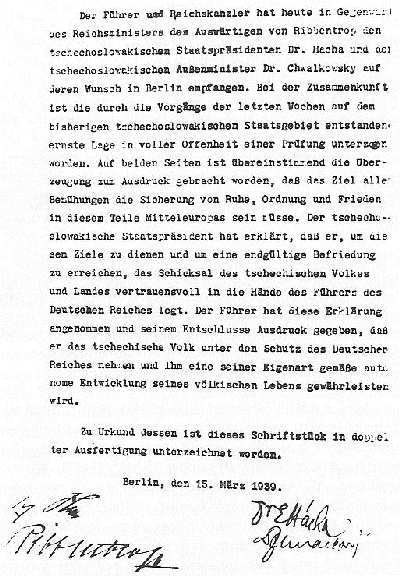
Declaração de 15 de março de 1939. Tradução: Hoje o Führer e o Chanceler do Reich encontraram-se com o Presidente da Checoslováquia, Dr. Hácha e o Ministro das Relações Exteriores da Checoslováquia, Dr. Chwalkowsky recebeu em Berlim a pedido deles. Na reunião, a grave situação resultante dos acontecimentos das últimas semanas no antigo território checoslovaco foi examinada com total abertura. Ambas as partes expressaram unanimemente a convicção de que o objectivo de todos os esforços deve ser garantir a paz, a ordem e a paz nesta parte da Europa Central. O Presidente checoslovaco declarou que, para servir este objectivo e alcançar a pacificação final, ele coloca com confiança o destino do povo e do país checo nas mãos do líder do Reich alemão. O Führer aceitou esta declaração e expressou a sua decisão de colocar o povo checo sob a proteção do Império Alemão e garantir-lhe um desenvolvimento autônomo da sua vida nacional de acordo com as suas características.

O interesse de Hitler na Checoslováquia foi em grande parte motivado por exigências econômicas. O Plano de Quatro Anos que Hitler lançou em Setembro de 1936 para preparar a economia alemã para uma "guerra total" até 1940 estava a falhar em 1937 devido à escassez de divisas para pagar as vastas exigências económicas impostas pelos ambiciosos objetivos de armamento como A Alemanha carecia de muitas das matérias-primas necessárias, que tinham de ser importadas.  O historiador britânico Richard Overy escreveu que as enormes exigências do Plano de Quatro Anos "...não poderiam ser plenamente satisfeitas por uma política de substituição de importações e de racionalização industrial".  Em novembro de 1937, na conferência de Hossbach, Hitler anunciou que, para permanecer à frente na corrida armamentista com as outras potências, a Alemanha teria que tomar a Tchecoslováquia num futuro muito próximo.  A Checoslováquia era o sétimo maior fabricante mundial de armas, tornando a Checoslováquia um importante interveniente no comércio global de armas. 
Depois que a Tchecoslováquia aceitou os termos do Acordo de Munique de 30 de setembro de 1938, a Alemanha nazista incorporou as regiões de maioria étnica alemã dos Sudetos ao longo da fronteira alemã diretamente na Alemanha Nazista. Cinco meses depois, os nazistas violaram o Acordo de Munique, quando, com o apoio da Alemanha nazista, o parlamento eslovaco declarou a independência da República Eslovaca, Adolf Hitler convidou o presidente tchecoslovaco, Emil Hácha, para Berlim e aceitou seu pedido para a ocupação alemã da parte tcheca e a sua reorganização como protetorado alemão para dissuadir a agressão polaca e húngara.
O desejo de Hitler de ocupar a Checoslováquia foi em grande parte causado pela crise cambial, uma vez que a Alemanha tinha esgotado as suas reservas cambiais no início de 1939, e a Alemanha precisava urgentemente de confiscar o ouro do banco central da Checoslováquia para continuar o Plano de Quatro Anos.  O historiador britânico Victor Rothwell escreveu que as reservas de ouro e moeda forte da Checoslováquia apreendidas em março de 1939 foram "inestimáveis para evitar a crise cambial da Alemanha". 
Em 16 de março, quando Hitler proclamou o protetorado, ele declarou: “Durante mil anos, as províncias da Boêmia e da Morávia formaram parte do Lebensraum do povo alemão”.
Não houve precedente real para esta ação na história alemã. O modelo para o protetorado foram os estados principescos da Índia sob o Raj. Da mesma forma que aos marajás indianos nos estados principescos foi permitida uma independência nominal, mas o poder real residia no residente britânico estacionado para monitorar o marajá, Hitler emulou esta prática com o Protetorado da Boêmia-Morávia, como a mídia alemã bastante comparou explicitamente a relação entre o Protetor do Reich, Barão Konstantin von Neurath e o Presidente Emil Hácha, à de um residente britânico e de um marajá indiano.  Neurath parece ter sido escolhido como Protetor do Reich porque, como ex-ministro das Relações Exteriores e ex-embaixador na Grã-Bretanha, ele era bem conhecido em Londres por seus modos avunculares, mas dignos, que eram os traços de personalidade associados à imagem popular de um britânico. residente. Hitler acreditava que emular o Raj tornaria esta violação do Acordo de Munique mais aceitável para a Grã-Bretanha e, como isso não aconteceu, a mídia alemã lançou uma longa campanha denunciando a "hipocrisia" britânica.  As autoridades alemãs permitiram intencionalmente ao protectorado "todas as armadilhas da independência", a fim de encorajar os habitantes checos a colaborar com eles.  No entanto, apesar do protectorado ter os seus próprios selos postais e guarda presidencial, o verdadeiro poder residia nas autoridades nazistas. 

## História

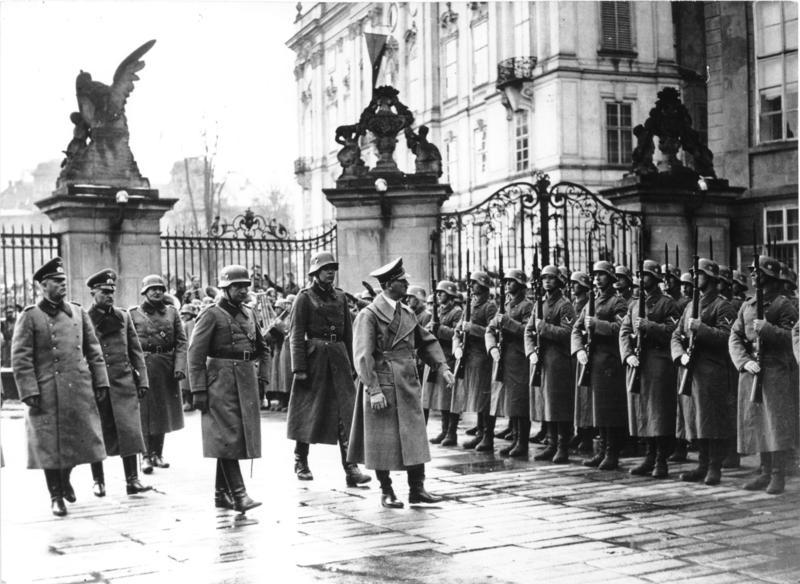
Hitler em sua visita ao Castelo de Praga após o estabelecimento do protetorado alemão.

A população do protetorado foi mobilizada para o trabalho que ajudaria o esforço de guerra alemão, e escritórios especiais foram organizados para supervisionar a gestão das indústrias importantes para esse esforço. Os alemães convocaram os checos para trabalhar nas minas de carvão, na indústria siderúrgica e na produção de armamentos. A produção de bens de consumo, muito diminuída, foi em grande parte direcionada para o abastecimento das forças armadas alemãs. A população do protetorado foi submetida a racionamento. A coroa tcheca foi desvalorizada para o Reichsmark à taxa de 10 coroas para 1 Reichsmark, através da taxa real deveria ter sido de 6 coroas para 1 Reichsmark, uma política que permitiu aos alemães comprar tudo barato no protetorado.  A inflação foi um grande problema ao longo da existência do protetorado, que foi agravado pela recusa das autoridades alemãs em aumentar os salários para acompanhar a inflação, tornando a época um período de diminuição dos padrões de vida à medida que as coroas traziam cada vez menos.  Até os membros dos volksdeutsche (étnicos alemães) que viviam no protetorado queixaram-se de que os seus padrões de vida tinham sido mais elevados sob o domínio da Checoslováquia, o que foi uma grande surpresa para a maioria deles, que esperavam que os seus padrões de vida aumentassem sob o domínio alemão. 
O domínio alemão foi moderado para os padrões nazistas durante os primeiros meses da ocupação. O governo e o sistema político checo, reorganizados por Hácha, continuaram a existir formalmente. A Gestapo dirigiu as suas actividades principalmente contra os políticos checos e a intelectualidade. Em 1940, num plano secreto sobre a germanização do Protetorado da Boêmia e Morávia, foi declarado que aqueles considerados racialmente mongolóides e a intelectualidade tcheca não deveriam ser germanizados, e que cerca de metade da população tcheca população era adequada para a germanização. O Generalplan Ost presumiu que cerca de 50% dos checos estariam aptos para a germanização. A elite intelectual checa seria completamente removida dos territórios checos e da Europa. Os autores do Generalplan Ost acreditavam que seria melhor emigrar para o exterior, pois mesmo na Sibéria, eram considerados uma ameaça ao domínio alemão. Tal como os judeus, polacos, sérvios e várias outras nações, os checos foram considerados Untermenschen pelo estado nazi. Os checos, no entanto, não foram sujeitos a um grau semelhante de actos de brutalidade aleatórios e organizados que os seus homólogos polacos experimentaram. Isto é atribuído à visão dentro da hierarquia nazista de que uma grande parte da população era "capaz de arianização", tal capacidade de arianização foi apoiada pela posição de que parte da população checa tinha ascendência alemã. Há também o facto de uma política relativamente contida em terras checas ter sido parcialmente motivada pela necessidade de manter a população nutrida e complacente para que pudesse realizar o trabalho vital da produção de armas nas fábricas. Em 1939, o país já servia como um importante centro de produção militar para a Alemanha, fabricando aeronaves, tanques, artilharia e outros armamentos.
Os checos manifestaram-se contra a ocupação em 28 de Outubro de 1939, no 21º aniversário da independência da Checoslováquia. A morte, em 15 de novembro de 1939, de um estudante de medicina, Jan Opletal, ferido na violência de outubro, precipitou manifestações estudantis generalizadas e os alemães retaliaram. Os políticos foram presos em massa, assim como cerca de 1.800 estudantes e professores. Em 17 de novembro, todas as universidades e faculdades do protetorado foram fechadas, nove líderes estudantis foram executados e 1.200 foram enviados para o campo de concentração de Sachsenhausen, na Alemanha Nazista; outras prisões e execuções de estudantes e professores checos ocorreram mais tarde, durante a ocupação.

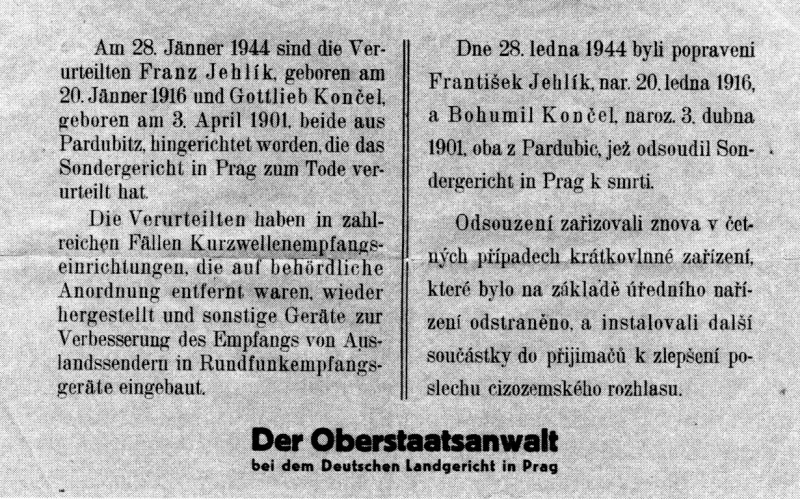
Anúncio da execução dos tchecos, que melhoraram os receptores de rádio para ouvir transmissões estrangeiras, 1944

Durante a Segunda Guerra Mundial, Hitler decidiu que Neurath não estava tratando os tchecos com severidade suficiente e adotou uma política mais radical no protetorado. Em 29 de setembro de 1941, Hitler nomeou o linha-dura da SS Reinhard Heydrich como Vice-Reichsprotektor (Stellvertretender Reichsprotektor). Ao mesmo tempo, ele dispensou Neurath de suas tarefas diárias. Para todos os efeitos, Heydrich substituiu Neurath como Reichsprotektor. Sob a autoridade de Heydrich, o primeiro-ministro Alois Eliáš foi preso (e posteriormente executado), o governo checo foi reorganizado e todas as organizações culturais checas foram fechadas. A Gestapo prendeu e assassinou pessoas. A deportação de judeus para campos de concentração foi organizada e a cidade-fortaleza de Terezín foi transformada num gueto de passagem para famílias judias.
Em 4 de junho de 1942, Heydrich morreu após ser ferido por comandos da Checoslováquia na Operação Antropóide. As directivas emitidas pelo sucessor de Heydrich, o SS-Oberstgruppenführer Kurt Daluege, e a lei marcial provocaram prisões em massa, execuções e a destruição das aldeias de Lidice e Ležáky. Em 1943, o esforço de guerra alemão foi acelerado. Sob a autoridade de Karl Hermann Frank, ministro de estado alemão para a Boêmia e Morávia, dentro do protetorado, toda indústria não relacionada à guerra foi proibida. A maior parte da população checa obedeceu silenciosamente até aos últimos meses anteriores ao fim da guerra, quando milhares de pessoas se envolveram no movimento de resistência.
Para os checos do Protetorado da Boêmia e da Morávia, a ocupação alemã representou um período de opressão. O número de vítimas checas de perseguições políticas e assassinatos em campos de concentração totalizou entre 36.000 e 55.000. Depois que Heydrich assumiu o controle do Protetorado, ele instituiu a lei marcial e intensificou as prisões e execuções de combatentes da resistência. Heydrich supostamente se referiu aos tchecos como "bestas risonhas", refletindo a subversão tcheca e as crenças raciais nazistas sobre a inferioridade dos tchecos.
A população judaica da Boêmia e da Morávia (118 mil de acordo com o censo de 1930) foi virtualmente aniquilada, com mais de 75 mil assassinados. Das 92.199 pessoas classificadas como judias pelas autoridades alemãs no Protetorado em 1939, 78.154 foram assassinadas no Holocausto, ou 85 por cento.
Muitos judeus emigraram depois de 1939; 8.000 sobreviveram no campo de concentração de Terezín, que foi usado para fins de propaganda como peça de exibição. Vários milhares de judeus conseguiram viver em liberdade ou escondidos durante a ocupação. O extermínio da população cigana foi tão completo que a língua cigana da Boêmia foi totalmente extinta. Os internos ciganos foram enviados para os campos de concentração de Lety e Hodonín antes de serem transferidos para Auschwitz-Birkenau para gaseamento.  A grande maioria dos ciganos na República Tcheca hoje descende de migrantes da Eslováquia que se mudaram para lá na Tchecoslováquia do pós-guerra. O campo de concentração de Theresienstadt estava localizado no Protetorado, perto da fronteira com o Reichsgau Sudetenland. Foi projetado para concentrar a população judaica do Protetorado e gradualmente movê-la para campos de extermínio, e também manteve judeus da Europa Ocidental e alemães. Embora não seja um campo de extermínio em si, as condições duras e anti-higiênicas ainda resultaram na morte de 33.000 dos 140.000 judeus trazidos para o campo, enquanto outros 88.000 foram enviados para campos de extermínio, e apenas 19.000 sobreviveram.

## Política

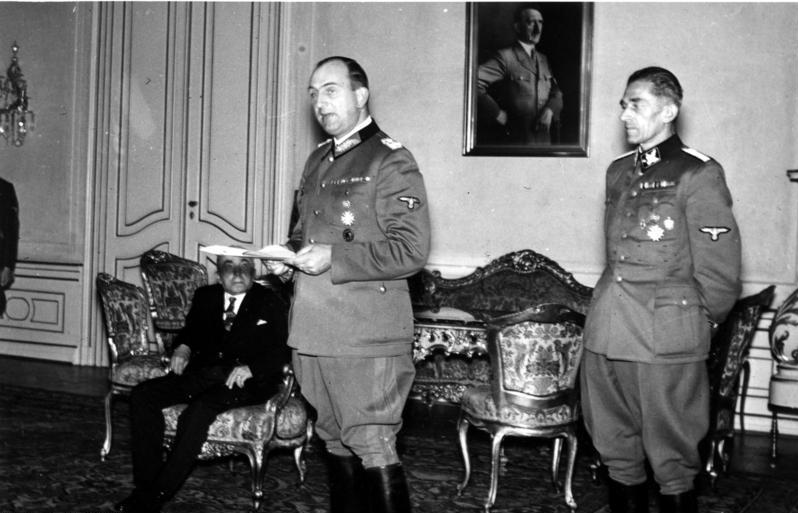
Presidente do Protetorado do estado tcheco, Dr. Emil Hácha (sentado), ouvindo um discurso do Reichsprotektor Kurt Daluege ao lado das SS e do General de Polícia Karl Hermann Frank em Praga, setembro de 1942.

Estandarte do Protetor do Reich (1939–1944).

Estandarte do Presidente do Estado.

Após o estabelecimento do Protetorado todos os partidos políticos foram proibidos, com exceção da Parceria Nacional (Národní souručenství). A adesão ao Národní souručenství foi fechada para mulheres e judeus.  Na primavera de 1939, cerca de 2.130.000 homens juntaram-se ao grupo, representando entre 98% e 99% da população masculina checa.  No entanto, grande parte do registo do Národní souručenství foi feito no estilo de um censo (uma saída tradicional para o sentimento nacionalista nas terras checas), e as mensagens que defendiam a adesão ao Národní souručenství enfatizavam que o grupo existia para afirmar o carácter checo do Boêmia-Morávia. 
Um espião do governo no exílio em Londres relatou: "O caos original e observável e o medo posterior dos informantes da Gestapo e a incerteza mudaram para coragem e esperança. A nação está se unindo, não apenas no Movimento de Solidariedade Nacional, que o a maioria fez apenas para evitar perder a nossa existência nacional, mas os indivíduos estão se unindo e começa-se a sentir se a nação voltou a ter uma espinha dorsal".  Este partido fascista checo local foi liderado por um Presidium governante até 1942, após o qual foi nomeado um Vůdce (líder) para o partido.

### Governo alemão
A autoridade final dentro do Protetorado era detida pelo Protetor do Reich (Reichsprotektor), o administrador nazista sênior da área, cuja tarefa era representar os interesses do estado alemão.  O cargo e o título foram ocupados por diversas pessoas durante a existência do Protetorado. Em sucessão, foram:
- 16 de março de 1939 a 20 de agosto de 1943:

Konstantin von Neurath, ex-ministro das Relações Exteriores da Alemanha Nazista (1932–1938) e Ministro sem Pasta (1938–1945). Ele foi colocado em licença em setembro de 1941 após a insatisfação de Hitler com suas "políticas brandas", embora ainda mantivesse o título de Reichsprotektor até sua renúncia oficial em agosto de 1943.
- 27 de setembro de 1941 a 30 de maio de 1942:

Reinhard Heydrich, chefe do SS-Reichssicherheitshauptamt (Escritório Central de Segurança do Reich) ou RSHA. Ele era oficialmente apenas um deputado de Neurath, mas na realidade recebeu autoridade suprema sobre todo o aparato estatal do Protetorado.
- 31 de maio de 1942 a 20 de agosto de 1943:

Kurt Daluege, Chefe da Ordnungspolizei (Polícia da Ordem) ou Orpo, no Ministério do Interior, que também era oficialmente vice-Protetor do Reich.
- 20 de agosto de 1943 a 5 de maio de 1945:

Wilhelm Frick, ex-Ministro do Interior (1933–1943) e Ministro sem Pasta (1943–1945).
Ao lado do Protetor do Reich havia também um cargo político de Secretário de Estado (desde 1943 conhecido como Ministro de Estado do Protetor do Reich), que cuidava da maior parte da segurança interna. De 1939 a 1945, essa pessoa foi Karl Hermann Frank, o líder sênior da SS e da polícia no Protetorado. Também foi estabelecido um comando da Allgemeine-SS, conhecido como SS-Oberabschnitt Böhmen-Mähren. O comando era uma unidade ativa do General-SS, tecnicamente a única unidade desse tipo que existia fora da Alemanha, uma vez que a maioria das outras unidades Allgemeine-SS em países ocupados ou conquistados eram em grande parte comandos de papel.

### Governo checo

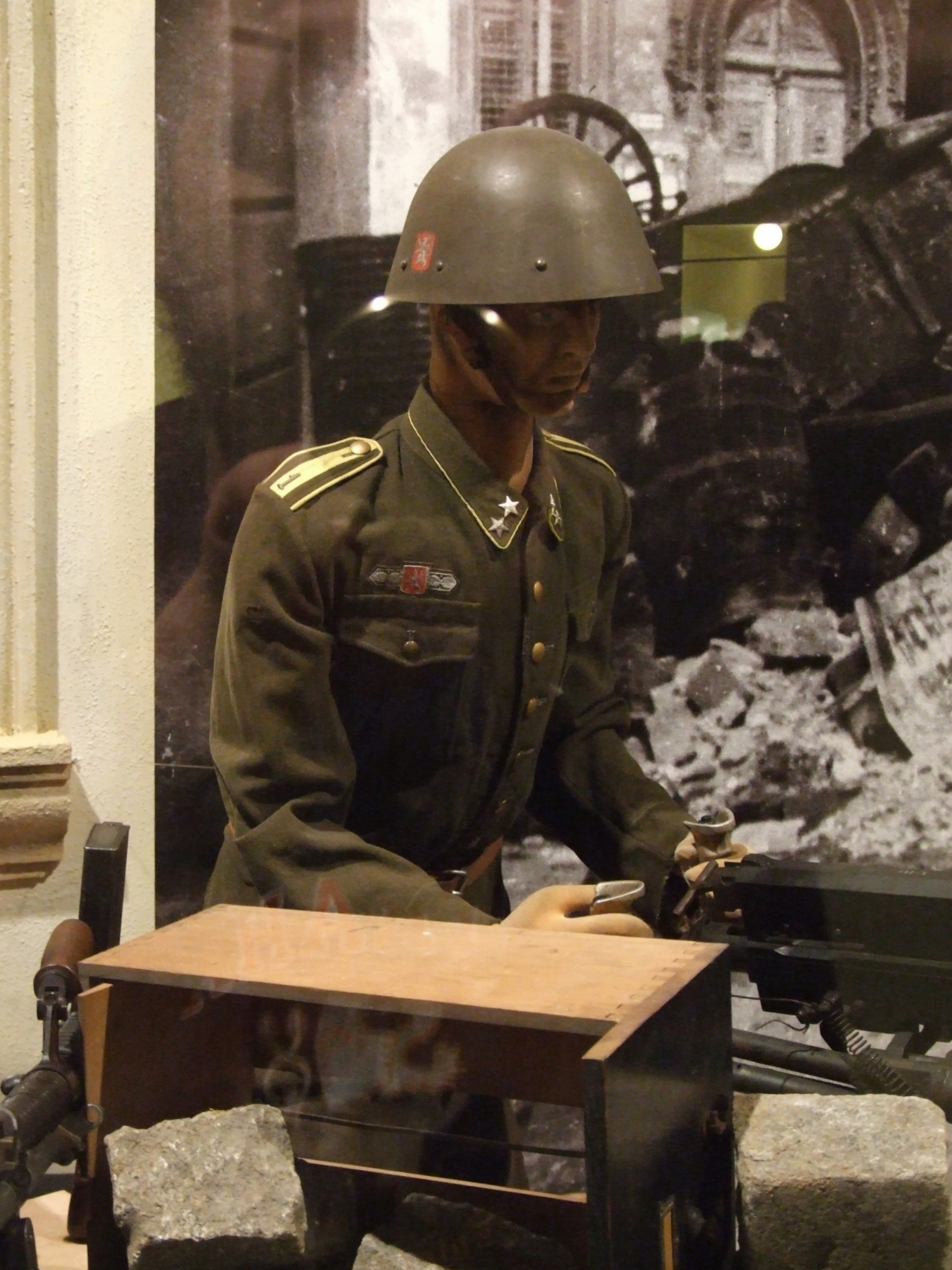
Uniforme do exército do Protetorado (Vládní vojsko)

O Presidente do Estado Checo (Státní Prezident) durante o período de domínio alemão de 1939 a 1945 foi Emil Hácha (1872-1945), que era o Presidente da Segunda República Checoslovaca desde Novembro de 1938. Rudolf Beran (1887–1954) continuou a ocupar o cargo de Ministro-Presidente (Předseda vlády) após a tomada do poder pela Alemanha. Ele foi substituído por Alois Eliáš em 27 de abril de 1939, que também foi demitido em 2 de outubro de 1941, não muito depois da nomeação de Reinhard Heydrich como o novo Protetor do Reich. Devido aos seus contactos com o governo no exílio da Checoslováquia, Eliáš foi condenado à morte e a execução foi realizada em 19 de junho de 1942, pouco depois da morte do próprio Heydrich. A partir de 19 de Janeiro de 1942, o governo foi liderado por Jaroslav Krejčí, e de Janeiro a Maio de 1945, por Richard Bienert, antigo chefe da polícia de Praga. Quando a dissolução do Protetorado foi proclamada após a Libertação de Praga, uma chamada de rádio foi emitida para a prisão de Bienert. Isso resultou em sua condenação a uma pena de prisão de três anos em 1947, durante a qual morreu em 1949.
Além do Gabinete do Ministro-Presidente, o governo local checo no Protetorado consistia nos Ministérios da Educação, Finanças, Justiça, Comércio, Interior, Agricultura e Trabalho Público. A política externa e a defesa militar da área estavam sob o controle exclusivo do governo alemão. O ex-ministro das Relações Exteriores da Tchecoslováquia František Chvalkovský tornou-se ministro sem pasta e representante permanente da administração tcheca em Berlim.
Os políticos checos mais proeminentes no Protetorado incluíam:
| Retrato                               | Nome                        | Mandato                     | Mandato                     | Partido Político            |
| Retrato                               | Nome                        | Posse                       | Desapossamento              | Partido Político            |
| Presidente do Estado Tcheco           | Presidente do Estado Tcheco | Presidente do Estado Tcheco | Presidente do Estado Tcheco | Presidente do Estado Tcheco |
| ------------------------------------- | --------------------------- | --------------------------- | --------------------------- | --------------------------- |
|                                       | Emil Hácha                  | 16 de março de 1939         | 9 de maio de 1945           | Parceria Nacional           |
| Ministro-Presidente                   |                             |                             |                             |                             |
|                                       | Rudolf Beran                | 16 de março de 1939         | 27 de abril de 1939         | Partido da Unidade Nacional |
|                                       | Alois Eliáš                 | 27 de abril de 1939         | 2 de outubro de 1941        | Independente                |
|                                       | Jaroslav Krejčí             | 19 de janeiro de 1942       | 19 de janeiro de 1945       | Parceria Nacional           |
|                                       | Richard Bienert             | Janeiro de 1945             | Maio de 1945                | Parceria Nacional           |
| Líder do Partido da Parceria Nacional |                             |                             |                             |                             |
|                                       | Josef Nebeský               | 1939                        | 1941                        | Parceria Nacional           |
|                                       | Josef Fousek                | 1941                        | 1942                        | Parceria Nacional           |
|                                       | Tomáš Krejčí                | 1942                        | 1945                        | Parceria Nacional           |
| Ministro da Justiça                   |                             |                             |                             |                             |
|                                       | Jaroslav Krejčí             | 1939                        | 1945                        | Parceria Nacional           |
| Ministro do Interior                  |                             |                             |                             |                             |
|                                       | Josef Ježek                 | 1939                        | 1942                        | Parceria Nacional           |
|                                       | Richard Bienert             | 1942                        | 1945                        | Parceria Nacional           |
| Ministro das Finanças                 |                             |                             |                             |                             |
|                                       | Josef Kalfus                | 16 de março de 1939         | 5 de maio de 1945           | Parceria Nacional           |
| Ministro da Economia                  |                             |                             |                             |                             |
|                                       | Walter Bertsch              | 1942                        | 1945                        | NSDAP                       |
| Ministro da Agricultura               |                             |                             |                             |                             |
|                                       | Ladislav Karel Feierabend   | 1939                        | 1940                        | Independente                |
|                                       | Mikuláš z Bubna-Litic       | Fevereiro de 1940           | Janeiro de 1942             | Parceria Nacional           |
|                                       | Adolf Hrubý                 | 19 de janeiro de 1942       | 5 de maio de 1945           | Parceria Nacional           |
| Ministro do Trânsito                  |                             |                             |                             |                             |
|                                       | Jiří Havelka                | Abril de 1939               | Abril de 1941               | Independente                |
|                                       | Jindřich Kamenický          | Abril de 1941               | 5 de maio de 1945           | Parceria Nacional           |
| Ministro da Educação                  |                             |                             |                             |                             |
|                                       | Jan Kapras                  | 16 de março de 1939         | 19 de janeiro de 1942       | Parceria Nacional           |
|                                       | Emanuel Moravec             | 19 de janeiro de 1942       | 5 de maio de 1945           | Parceria Nacional           |
| Ministro sem Pasta                    |                             |                             |                             |                             |
|                                       | Jiří Havelka                | Março de 1939               | Abril de 1939               | Independente                |

## População

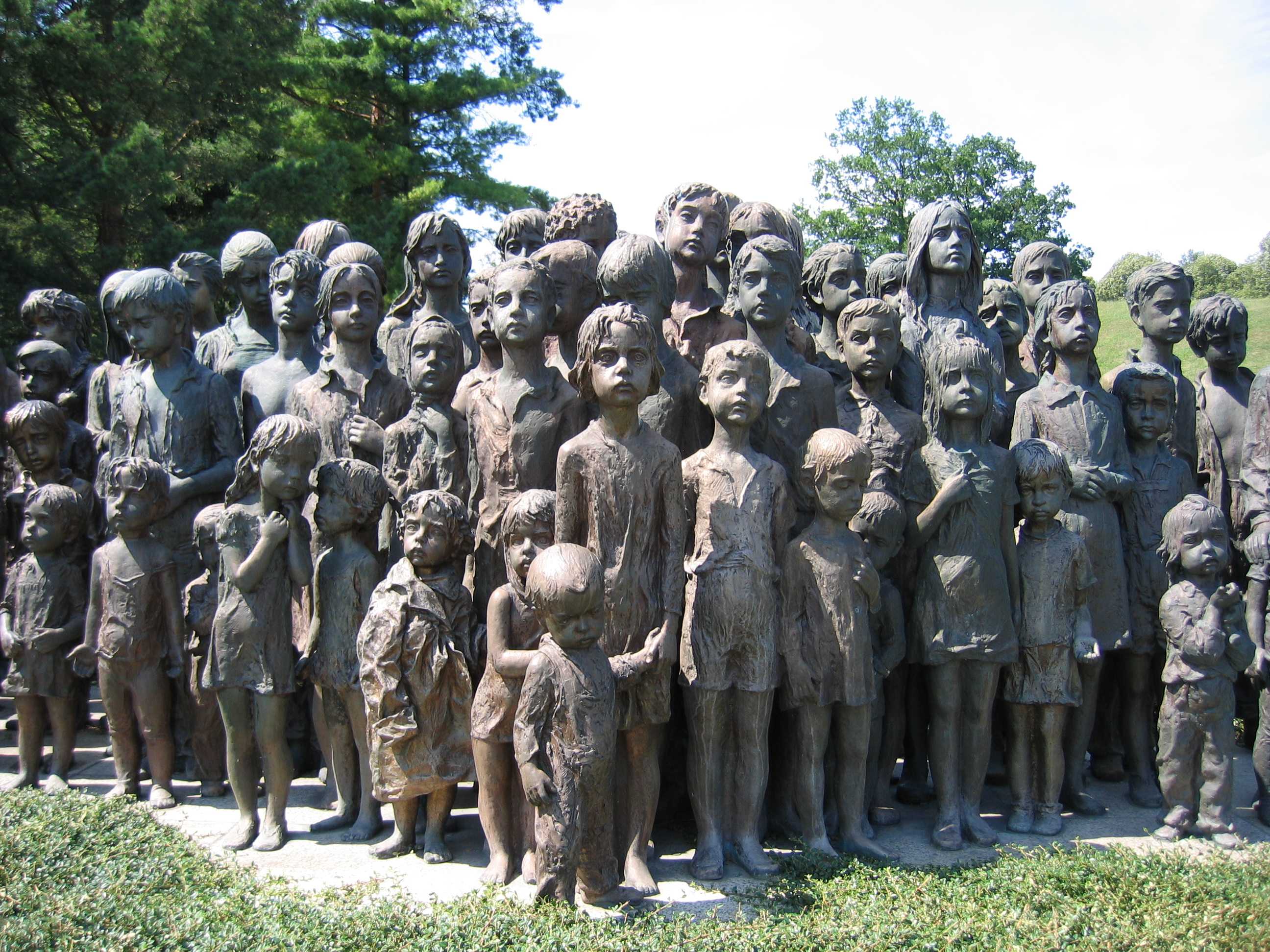
Memorial aos filhos assassinados de Lídice. Algumas crianças de Lídice foram poupadas por serem consideradas aptas à "germanização".

A área do Protetorado da Boêmia e Morávia continha cerca de 7.380.000 habitantes em 1940. 225.000 (3,3%) destes eram de origem alemã, enquanto o resto eram principalmente checos étnicos, bem como alguns eslovacos, particularmente perto da fronteira com a República Eslovaca. Aos alemães étnicos foi oferecida a cidadania do Reich, enquanto os judeus e os tchecos eram desde o início cidadãos de segunda classe ("súditos do Protetorado", em alemão:  Protektoratsangehörige). 

Em março de 1939, Karl Frank definiu um "nacional alemão" como:
Quem se declara membro da nação alemã é membro da nação alemã, desde que esta profissão seja confirmada por certos factos, como a língua, a educação, a cultura, etc. Pessoas de sangue estrangeiro, especialmente judeus, nunca são alemães. . . . . Dado que professar ser membro da nação alemã é de importância vital, mesmo alguém que seja parcial ou totalmente de outra raça – checo, eslovaco, ucraniano, húngaro ou polaco, por exemplo – pode ser considerado alemão. Qualquer elaboração mais precisa do termo "nacional alemão" não é possível, dadas as relações atuais.
Os nazistas pretendiam que o protetorado se tornasse totalmente germanizado. Os casamentos entre tchecos e alemães tornaram-se um problema para os nazistas. Em 1939, os nazistas não proibiram as relações sexuais entre alemães e checos e nenhuma lei proibia os judeus de casar com checos. Os nazistas fizeram com que as mulheres alemãs que se casassem com qualquer não-alemão perdessem a cidadania do Reich, enquanto as mulheres tchecas que se casassem com homens alemães eram aceitas no Volk alemão. As famílias checas que pretendiam melhorar as suas vidas no protetorado encorajaram as suas filhas checas a casar com homens alemães, pois era uma forma de salvar o negócio da família.
Hitler aprovou um plano elaborado por Konstantin von Neurath e Karl Hermann Frank, que previa a germanização da metade "racialmente valiosa" da população tcheca após o fim da guerra. Este consistia principalmente de trabalhadores industriais e agricultores. A metade indesejável continha a intelectualidade, que os nazistas viam como instigadores ingeranizáveis e potencialmente perigosos do nacionalismo checo. Cerca de 9.000 Volksdeutsche da Bucovina, Dobruja, Tirol do Sul, Bessarábia, Sudetos e Altreich foram estabelecidos no protetorado durante a guerra. O objetivo era criar um cinturão de assentamento alemão de Praga aos Sudetos e transformar os arredores de Olomouc (Olmütz), České Budějovice (Budweis), Brno (Brünn) e a área próxima à fronteira com a Eslováquia em enclaves alemães.
A maior integração do protetorado no Reich foi realizada pelo emprego de aprendizes alemães, pela transferência de crianças alemãs evacuadas para escolas localizadas no protetorado e pela autorização de casamentos entre alemães e tchecos "assimiláveis". Os tchecos germanizáveis foram autorizados a ingressar no Serviço de Trabalho do Reich e a ser admitidos em universidades alemãs.

## Educação
Tal como as outras nações "submersas" da Europa de Leste, a intelectualidade checa tinha um imenso prestígio como portadora e protectora da cultura nacional, que manteria viva a língua e a cultura checa quando a nação checa estivesse "submersa". Nenhum segmento da intelectualidade checa enfrentou mais pressão para se conformar à política de ocupação do que os professores.  Frank chamou os professores de "a ala mais perigosa da intelectualidade ", enquanto Heydrich referiu-se aos professores como "o núcleo de formação do governo da oposição checa (no exílio em Londres)".  Para manterem seus empregos, os professores eram obrigados a demonstrar fluência em alemão e deveriam cumprimentar seus alunos com a saudação fascista enquanto diziam “Sieg Heil!” (“Salve Vitória!”).  Os inspetores escolares fizeram visitas surpresa às salas de aula e todos os presidentes das bancas examinadoras tinham que ser de etnia alemã.  Alguns professores e alunos eram informadores da Gestapo, o que espalhou um clima de desconfiança e paranóia por todo o sistema escolar, uma vez que tanto professores como alunos nunca sabiam em quem confiar.  Um professor recordou: “A Gestapo tinha até informantes e agentes entre as crianças. A incerteza e a desconfiança destruíram qualquer sentimento de camaradagem entre as crianças”. 
Apesar destas pressões, vários professores checos inseriram discretamente ideias "anti-Reich " nas suas aulas, recusando-se a cumprimentar os seus alunos com "Sieg Heil!".  Especialmente sob Frank, os professores sofreram duramente. Nos primeiros seis meses de 1944, cerca de 1.000 professores checos foram executados ou presos.  Em 1945, cerca de 5.000 professores checos foram presos em campos de concentração, onde {\displaystyle 1/5} morreu.  No final da ocupação, cerca de 40% de todos os professores checos tinham sido despedidos, atingindo o número 60% em Praga. 

## Subdivisões administrativas

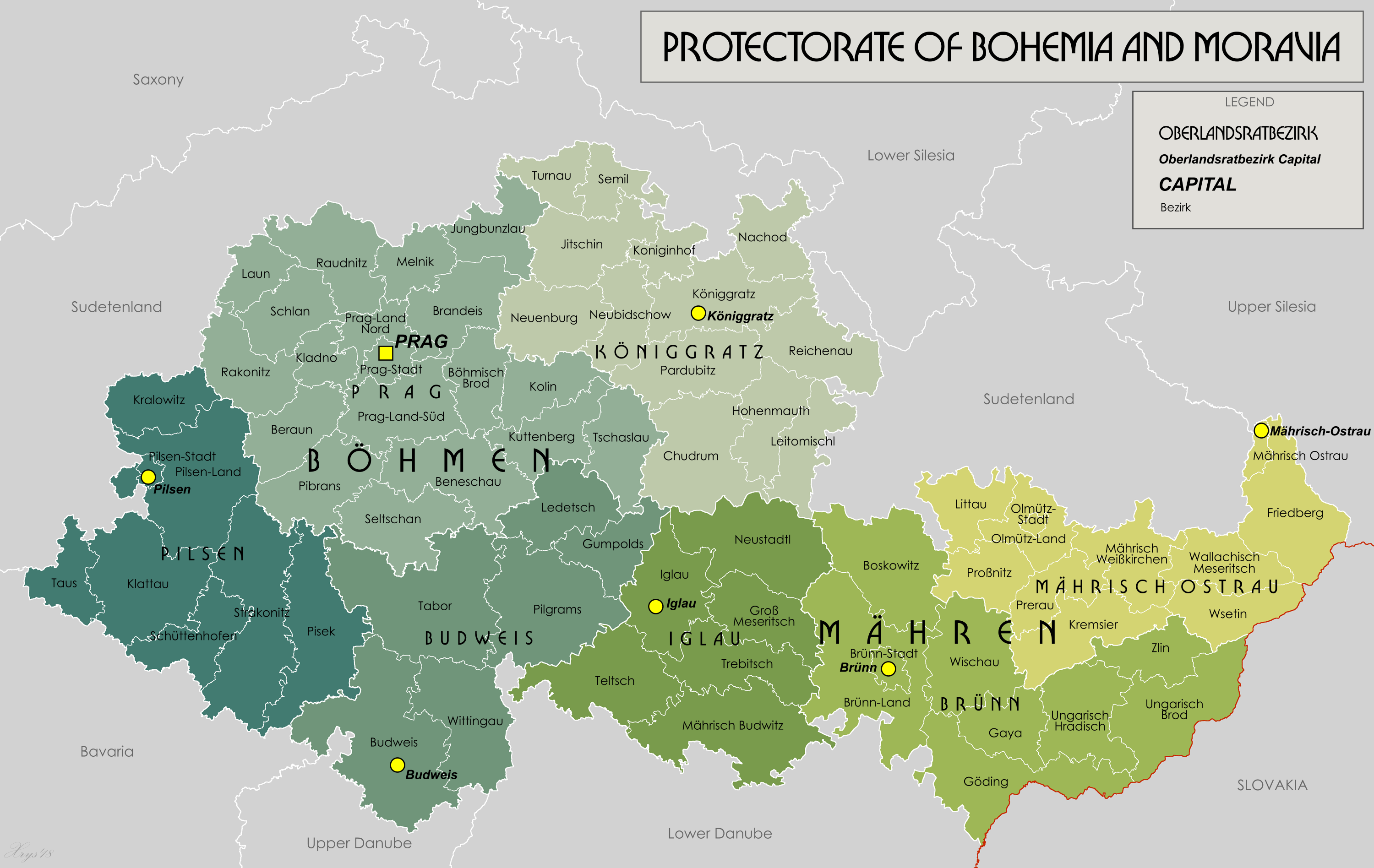
Protetorado da Boêmia e Morávia

### Distritos do Protetorado
Para fins administrativos o Protetorado da Boêmia e Morávia foi dividido em dois Länder: Böhmen (Boêmia) e Mähren (Morávia). Cada um deles foi subdividido em Oberlandratsbezirke, cada um compreendendo um número de Bezirke.
| Böhmen          | |
| Budweis         | Budweis, Gumpolds, Ledetsch, Pilgrams, Tabor, Wittingau |
| Königgrätz      | Chrudim, Hohenmauth, Jitschin, Königgrätz, Königinhof, Leitomischl, Nachod, Neu-Bidschow, Neuenburg, Pardubitz, Reichenau, Semil, Turnau                                                   |
| Pilsen          | Klattau, Kralowitz Pilsen-Land, Pilsen-Stadt, Pisek, Schüttenhofen, Strakonitz, Taus |
| Praga           | Beneschau, Beraun, Böhmisch-Brod, Brandeis, Jungbunzlau, Kladno, Kolín, Laun, Melnik, Pibrans, Prag-Land-Nord, Prag-Land-Süd, Prag-Stadt, Rakonitz, Raudnitz, Schlan, Seltschan, Tschaslau |
| Mähren          | |
| Brunn           | Boskowitz, Brünn-Land, Brünn-Stadt, Gaya, Göding, Ungarisch-Brod, Ungarisch-Hradisch, Wischau, Zline                                                                                       |
| Iglau           | Groß-Meseritsch, Iglau, Mährisch-Budwitz, Neustadtl, Trebitsch |
| Mährisch-Ostrau | Friedberg, Kremsier, Littau, Mährisch-Ostrau, Mährisch-Weißkirchen, Olmütz-Land, Olmütz-Stadt, Prerau, Proßnitz, Wallachisch-Meseritsch, Wesetin                                           |

### Distritos do NSDAP
Para fins administrativos do partido, o Partido Nazista estendeu o seu sistema Gau à Boémia e à Morávia quando o Protetorado foi estabelecido. Esta etapa dividiu as partes restantes da Boêmia e da Morávia entre os quatro Gaue circundantes:
- Reichsgau Sudetenland
- Gau Bayreuth (Marcha Oriental da Baviera)
- Reichsgau Niederdonau (Baixo Danúbio)
- Reichsgau Oberdonau (Alto Danúbio)

A sobreposição governamental resultante levou aos habituais conflitos de autoridade, típicos da era nazista. Procurando alargar a sua própria base de poder e facilitar a germanização da área, os Gauleiters dos distritos vizinhos agitaram continuamente pela liquidação do Protetorado e pela sua incorporação direta no Reich Alemão. Hitler declarou ainda em 1943 que a questão ainda precisava ser resolvida de forma decisiva.

## Comandante militar
Como em outros países ocupados, os militares alemães na Boêmia e na Morávia eram comandados por um Wehrmachtbefehlshaber. Ao longo do ano, a sede recebeu vários nomes diferentes devido à complexa estrutura do Reichsprotektorat: Wehrmachtbevollmächtigter beim Reichsprotektor em Böhmen und Mähren, Wehrmachtbefehlshaber beim Reichsprotektor em Böhmen und Mähren e Wehrmachtbefehlshaber beim deutschen Staatsminister em Böhmen und Mähren. O comandante também ocupou o cargo de Befehlshaber im Wehrkreis Böhmen und Mähren.

### Comandantes
- General der Infanterie Erich Friderici (1 de abril de 1939 a 27 de outubro de 1941)
- General der Infanterie Rudolf Toussaint (1 de novembro de 1941 a 31 de agosto de 1943)
- General der Panzertruppen Ferdinand Schaal (1 de setembro de 1943 a 26 de julho de 1944) (preso após a conspiração de 20 de julho)
- General der Infanterie Rudolf Toussaint (26 de julho de 1944 a 8 de maio de 1945)

### Carteira de Identidade dos cidadãos do Protetorado

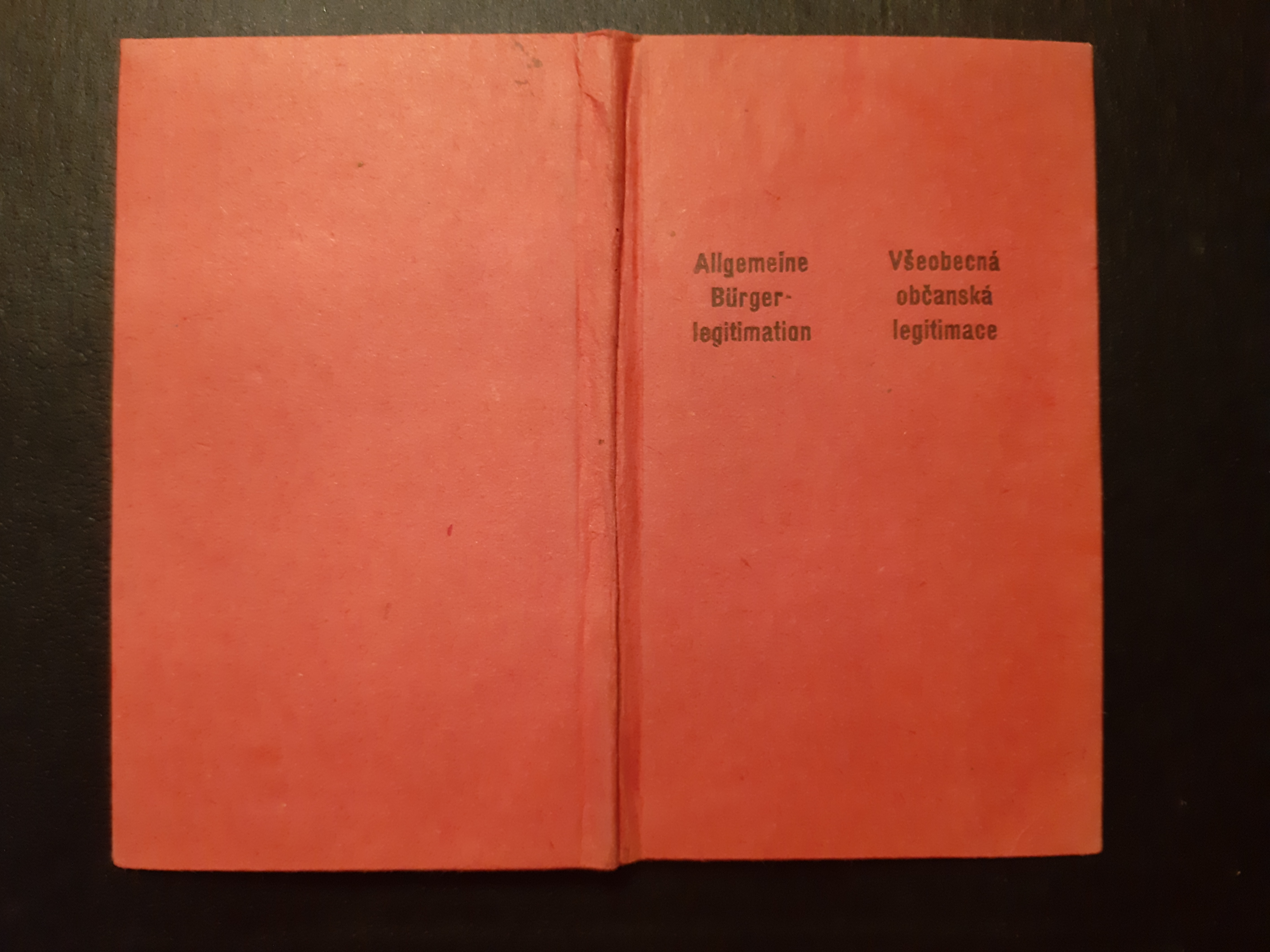
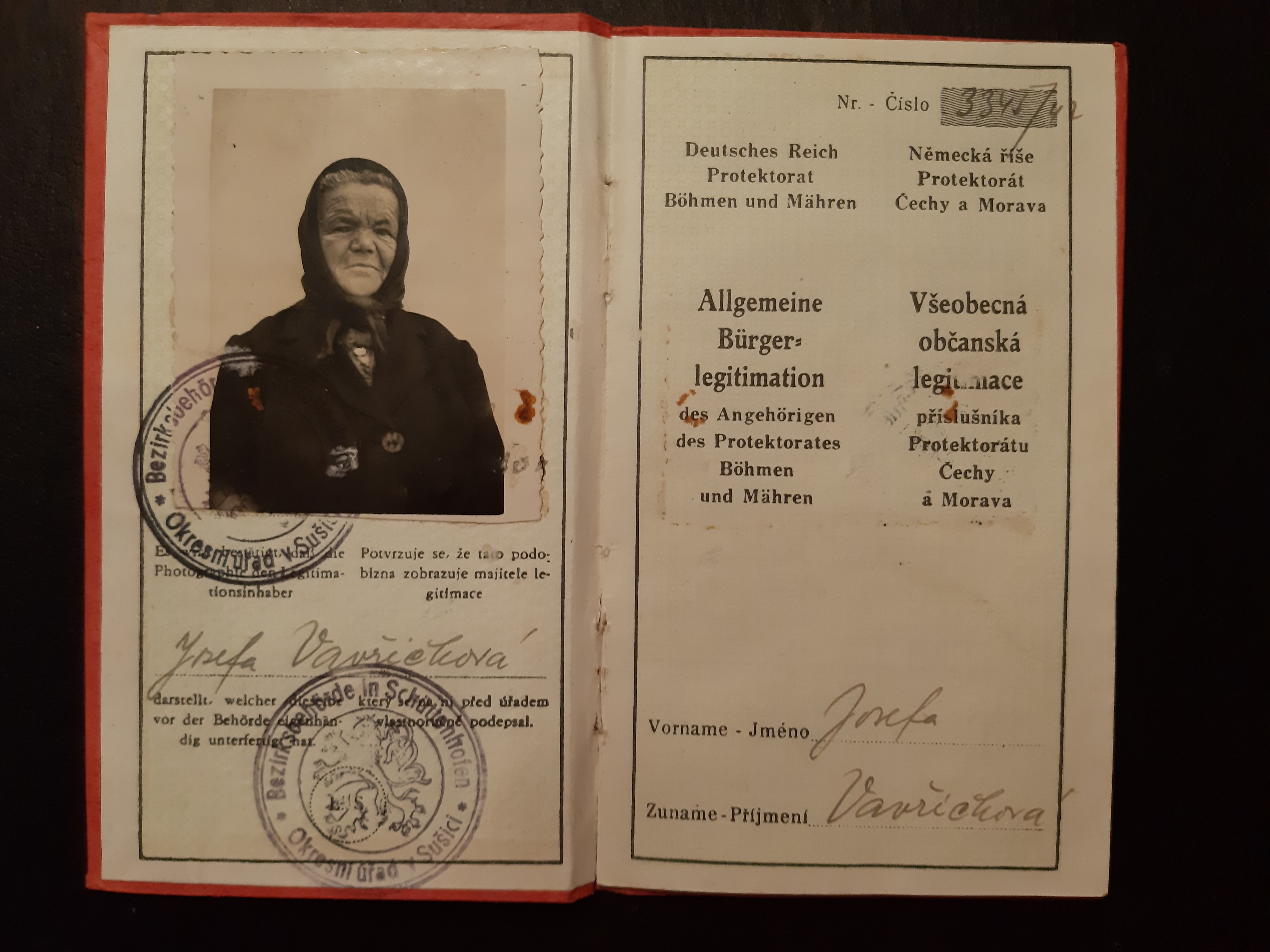
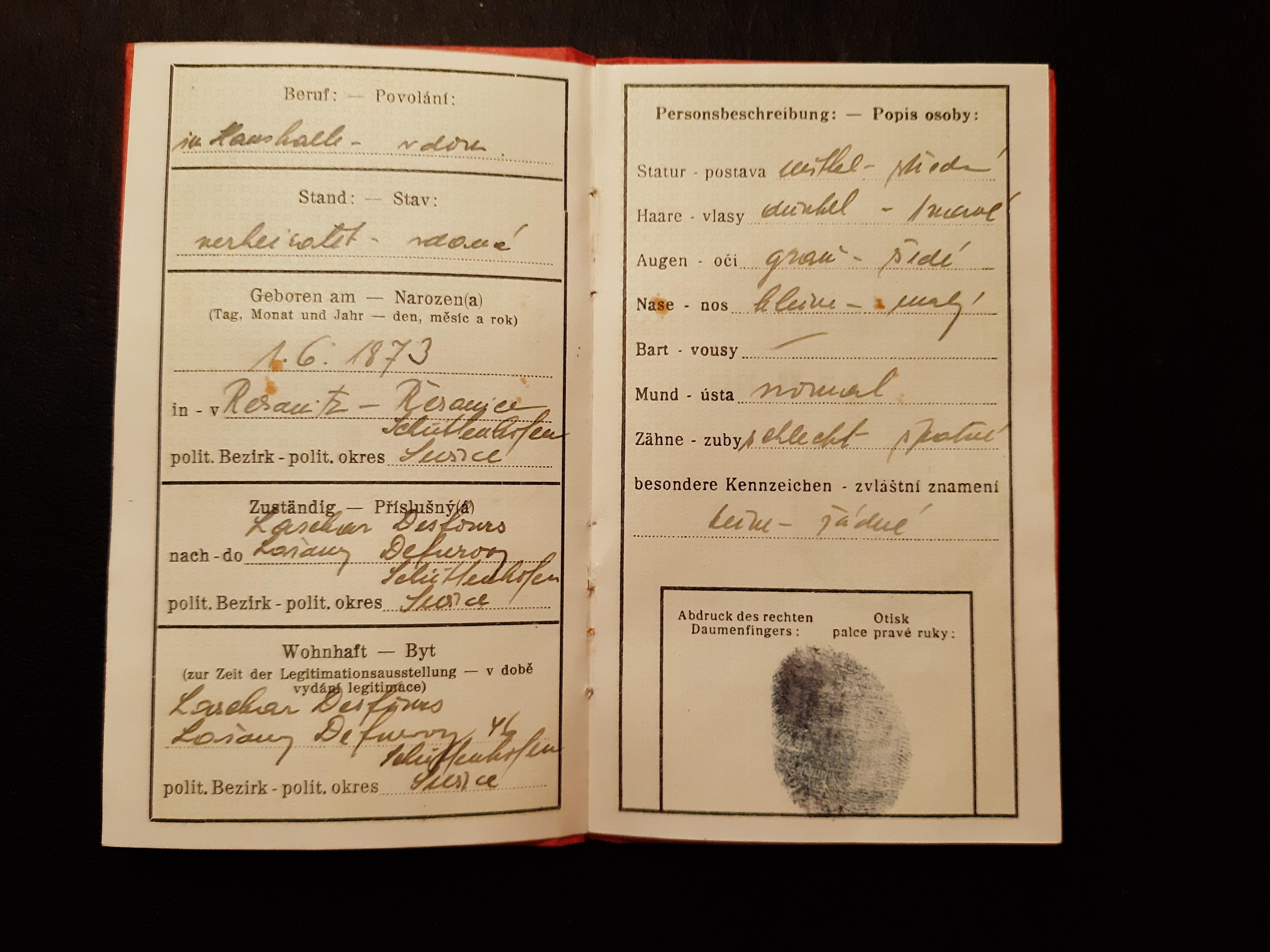
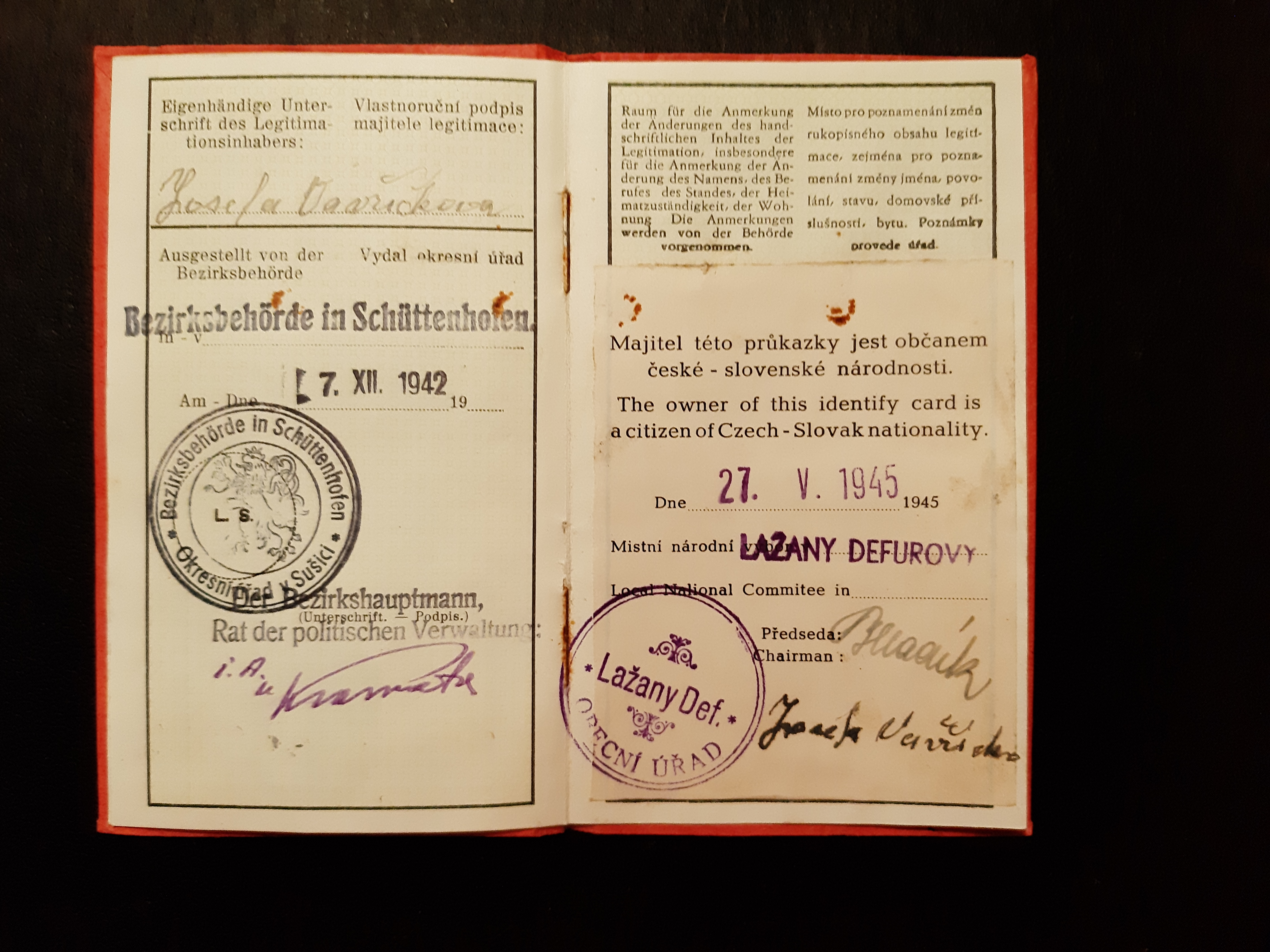
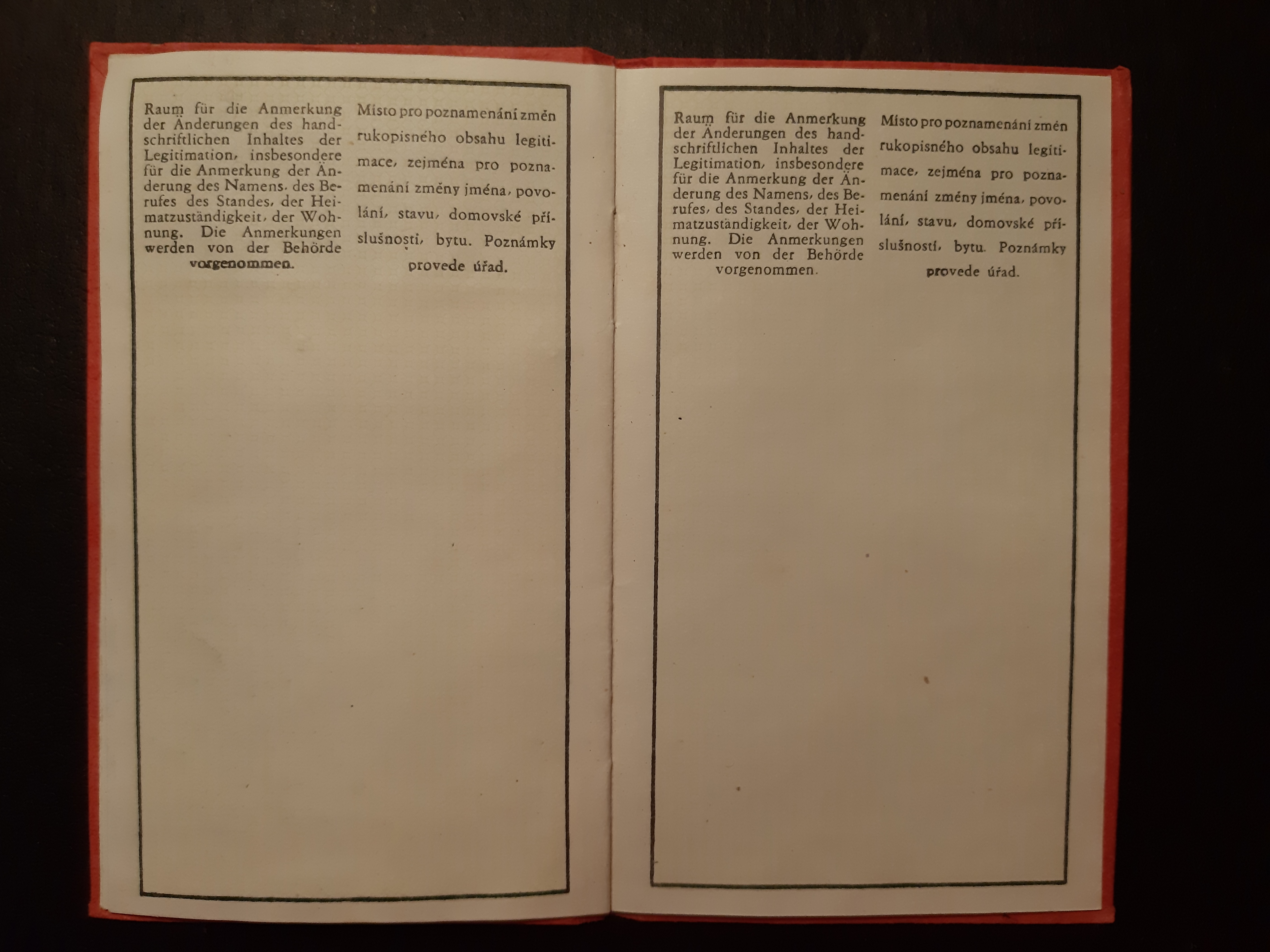
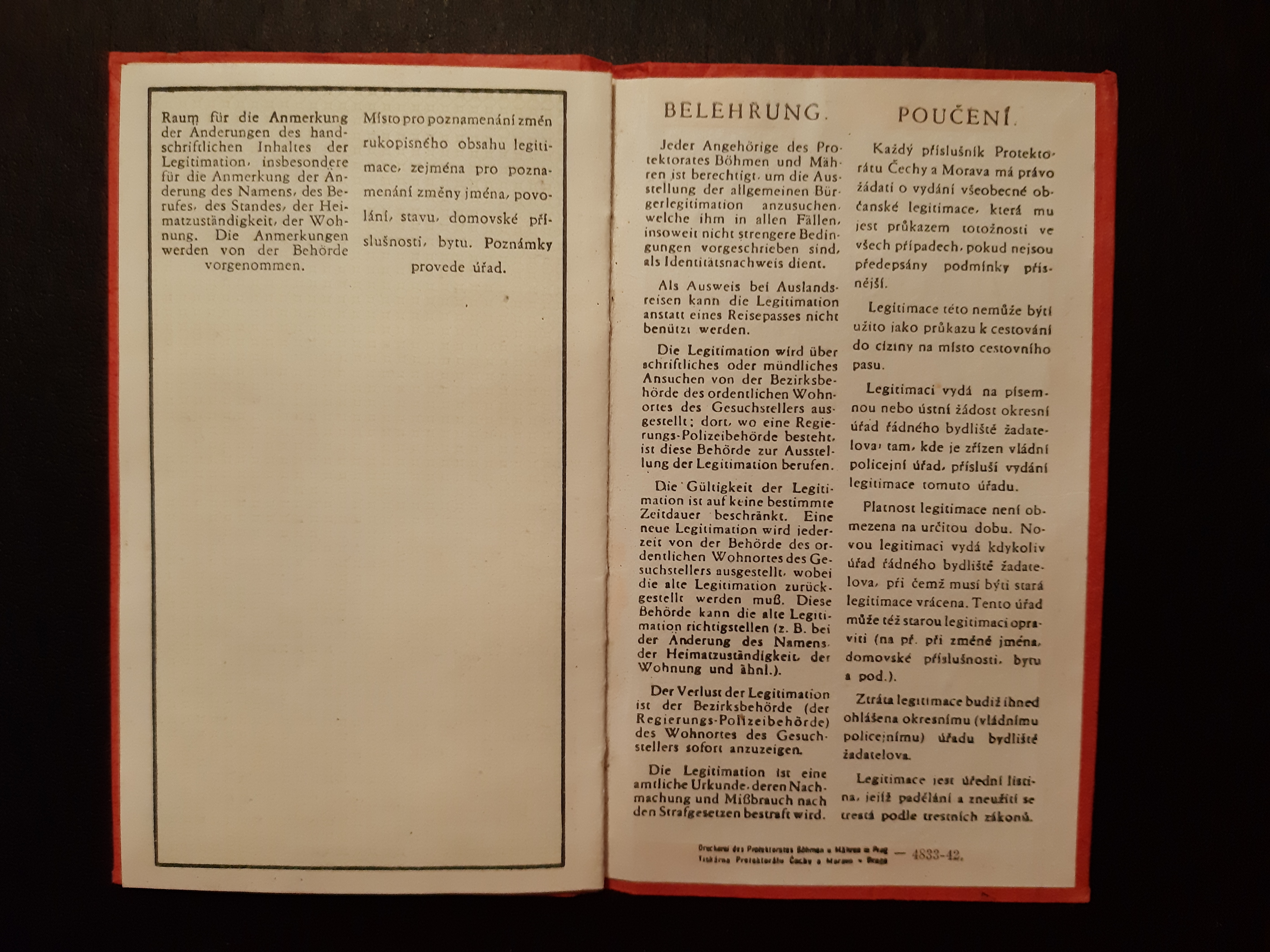